# Sukhodilsk
Sukhodilsk (em ucraniano:  Суходільськ, em russo:  Суходольск) é uma cidade da Ucrânia, situada no Oblast de Luhansk. Tem 9,93 km² de área e sua população em 2020 foi estimada em 20.662 habitantes.